# Cirque de Pépin et Breschard

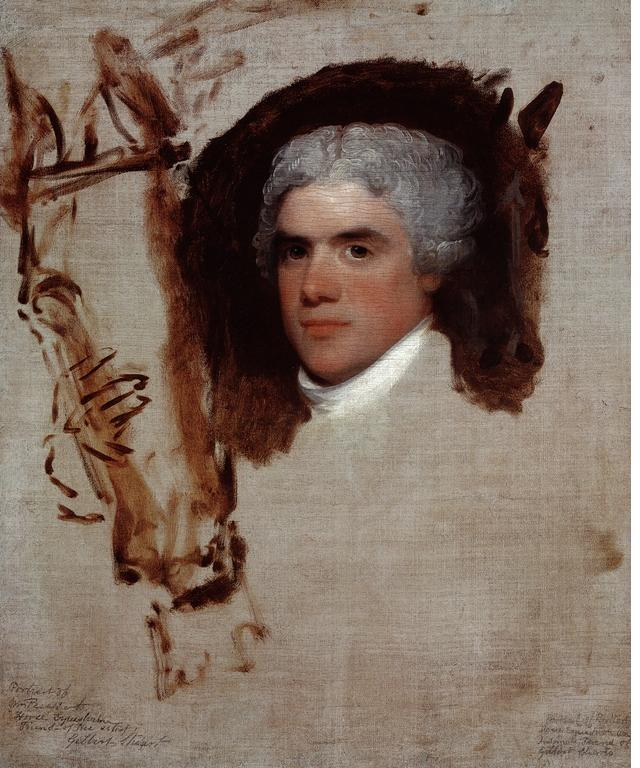
Probable portrait de John Bill Ricketts, autrefois considéré comme un portrait de Breschard, et intitulé Breschard, the Circus Rider, par Gilbert Stuart.

La compagnie de théâtre équestre Circus of Pépin and Breschard, fondée par l'Américain Victor Pépin et le Français Jean Baptiste Casmiere Breschard, arrive en novembre 1807 aux États-Unis en provenance de Madrid, Espagne, où ils s'étaient produits pendant les saisons 1805 et 1806. Ils parcourent ce nouveau pays jusqu'en 1815, et deviennent les pionniers du cirque traditionnel en Amérique du Nord.

## Histoire

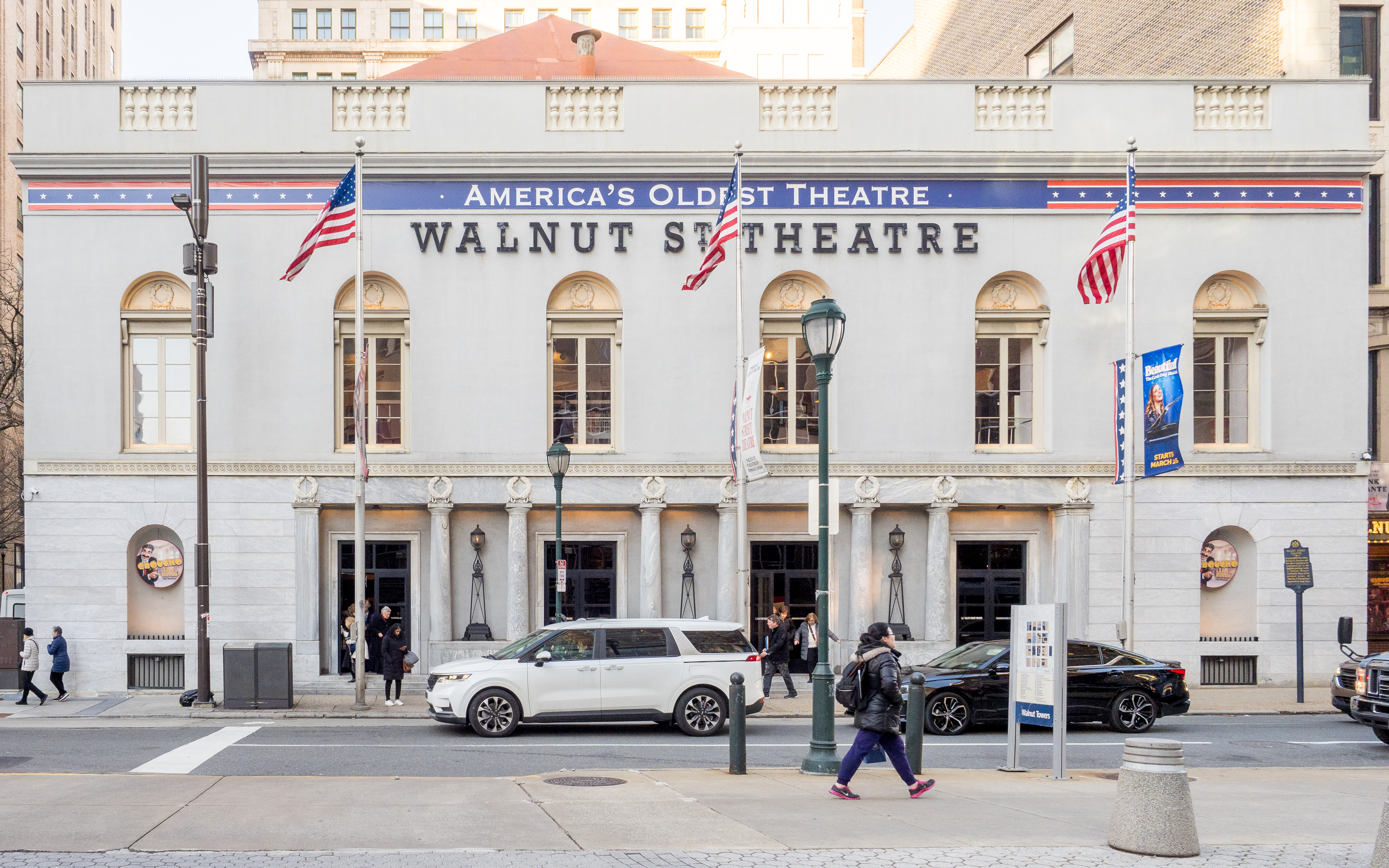
Le Walnut Street Theatre de Philadelphie, construit à l'initiative de Pepin et Breschard.

Invitée à se produire aux États-Unis par l'ambassadeur espagnol Luis de Onís, la compagnie débarque à Plymouth, Massachusetts, en provenance d'Espagne. Ils jouent leur première saison à Charlestown, Massachusetts, après un refus de la ville voisine de Boston.

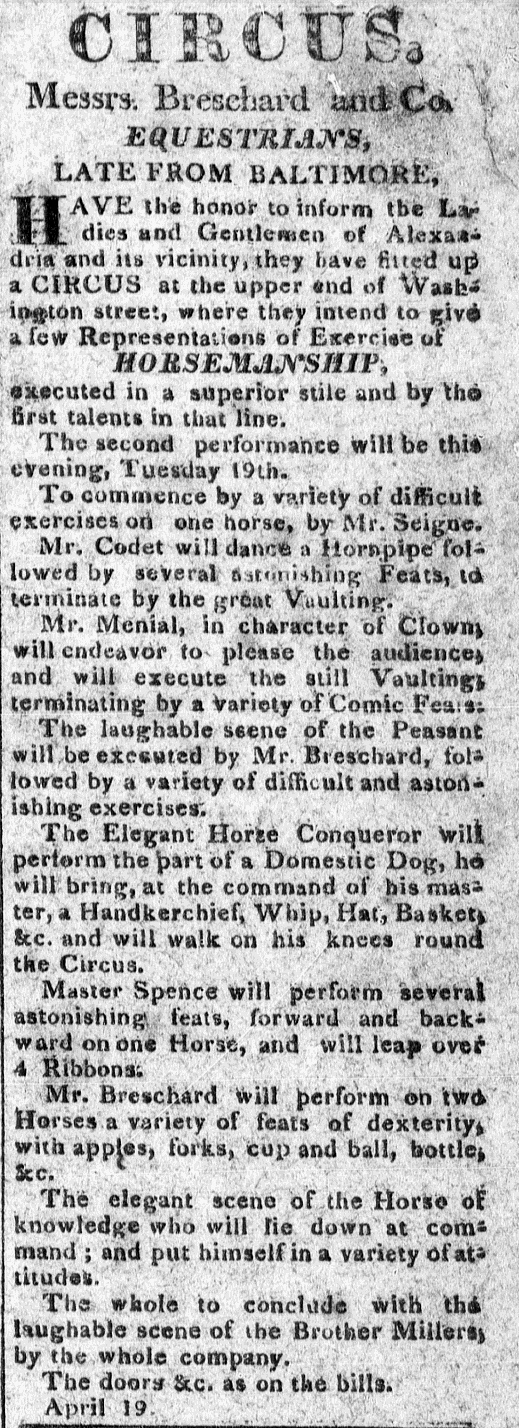
Affichte pour Breschard and Co. - Alexandria, Virginie - 1814.

Dans les années qui suivent, les troupes de Pépin et Breschard construisent des théâtres de cirque dans diverses villes des États-Unis, notamment à New York, La Nouvelle Orléans, Charlestown, Baltimore, Richmond, Alexandrie, Charleston, Pittsburgh et Philadelphie. Ils construisent également un théâtre dans le Bas-Canada à Montréal, ainsi que le plus ancien théâtre en activité dans le monde anglophone et le plus ancien théâtre des États-Unis, le Walnut Street Theatre de Philadelphie, en 1809.
Au début du XIXe siècle, le terme « cirque » est principalement utilisé pour désigner le bâtiment du théâtre équestre lui-même.
Pépin et Breschard introduisent au moins une pièce shakespearienne aux États-Unis et sont la première compagnie américaine à jouer de l'hippodrame. Ils sont aussi les premiers à implanter un cirque à l'ouest des Appalaches dans des villes frontalières comme Pittsburgh où Benjamin Latrobe, l'un des concepteurs du Capitole des États-Unis, est l'architecte d'un de leurs cirques en 1814.
L'un des premiers membres de l'entreprise, Peter Grain (en), acquiert plus tard une certaine renommée en tant que peintre et dioramiste.
Pépin et Breschard sont référencés dans le Congressional Record des États-Unis de 1810.